# Panorama – Das Liechtensteiner Alpenmagazin
Das Panorama – Das Liechtensteiner Alpenmagazin (kurz: Panorama) ist eine Fachzeitschrift und erscheint seit Dezember 2004 in Liechtenstein (Triesenberg-Malbun) in einer Auflage von etwa 18.000 bis 19.000 Exemplaren drei bis viermal pro Jahr.
Zu besonderen Themen erscheinen auch Sonderausgaben.

## Herausgeber
Das Panorama, von Markus Meier gegründet, wird im Eigenverlag des Vereins PANORAMA herausgegeben.

## Inhalt
Das Panorama wird in deutscher Sprache aufgelegt und beschäftigt sich neben allgemeinen Themen mit der Entwicklung des Skisports und des Skigebiets Malbun, der Jagd, Fischerei und dem Marketing und enthält auch offizielle Vereinsinformationen.
Das Panorama ist gleichzeitig offizielles Publikationsorgan der Bergbahnen Malbun AG, der Liechtensteinischen Jägerschaft, Liechtenstein Marketing, des Liechtensteinischen Skiverbands und des Fischereivereins Liechtenstein und enthält somit auch deren offizielle Vereinsinformationen.

## Zielgruppe
Zielgruppen des Panorama sind: Jägerschaft und Fischereiinteressierte sowie Mitglieder des Skiverbandes, Interessierte der Bergbahnen/Skigebiets Malbun und Andere.

## Redaktion und Lektorat
Die Redaktion des Panorama wird von Markus Meier wahrgenommen. Das Korrektorat von Barbara Vogelsang.

## Finanzierung
Das Panorama wird durch Inserate und Spenden finanziert.

## Aufbau
Panorama wird nach Bedarf z. B. wie folgt gegliedert:
- Editoral,
- Liechtensteinische Jägerschaft
- Bergbahnen Malbun
- Fischereiverein Liechtenstein
- Liechtensteinischer Skiverband
- Liechtenstein Marketing
- redaktioneller Teil
- Inserate
- Veranstaltungsübersicht